# Eurocopa Sub-21 de 2027
La XXVI Eurocopa Sub-21 será un torneo de fútbol para selecciones sub-21 afiliadas a la UEFA, máximo organismo del fútbol europeo. La fase final del torneo se llevará a cabo en Albania y Serbia en el verano de 2027.
Al igual que los Campeonatos Sub-21 anteriores, celebrados un año antes de los Juegos Olímpicos, este torneo sirvió como clasificatorio europeo para los Juegos Olímpicos de Verano de 2028. Cuatro equipos elegibles compitieron por la clasificación para el torneo de fútbol masculino de los Juegos Olímpicos de Verano de 2028, donde estarán representados por sus selecciones nacionales sub-23, con un máximo de tres jugadores mayores de edad.

## Licitación
- Albania y Serbia – El 9 de mayo de 2024, Albania y Serbia confirmaron su intención de presentar una candidatura conjunta.[1]Albania originalmente quería presentar una candidatura individual, sin embargo, los requisitos del estadio para el torneo llevaron a los albaneses a buscar un socio.  En una entrevista, el presidente de la federación albanesa, Armand Duka, dijo que, antes de elegir a Serbia, Albania se había puesto en contacto primero con las federaciones de fútbol de Kosovo y Macedonia del Norte para buscar un posible coanfitrión, aunque esto no se materializó porque ninguna de las dos naciones cumplía los requisitos.  Continuó diciendo que, de los otros candidatos en ese momento, la federación eligió a Serbia por encima de Bélgica y Turquía.  El partido inaugural sería en Tirana y la final se celebraría en el Estadio Nacional de Belgrado si se construía a tiempo.
Protestas

Esta candidatura ha generado una considerable controversia en ambas naciones debido a la mutua antipatía entre ellas, sus relaciones con Kosovo y otros asuntos. En octubre de 2014, ambas naciones jugaron un partido clasificatorio para la Eurocopa 2016 de la UEFA en Belgrado, que luego se suspendería después de 42 minutos debido a varios incidentes y una invasión del campo durante el partido, lo que llevó a su suspensión.  Tanto la federación de fútbol de Serbia como la de Albania han sido multadas en numerosas ocasiones debido a que los aficionados exhiben pancartas con motivaciones políticas sobre Kosovo y entre sí.  El 20 de mayo de 2024, un grupo de aficionados albaneses protestó rociando pintura y pegando fotos frente a las oficinas de la federación.  En respuesta, Kosovo anunció una gran renovación de sus estadios después de la noticia de la candidatura conjunta.El jugador albanés con más partidos internacionales, Lorik Cana, también criticó la candidatura.  Sin embargo, el expolítico Milaim Zeka apoyó la candidatura. Grupos de aficionados en Albania y Kosovo han expresado su firme oposición a la candidatura.
- Se retiró
  - Bélgica (se retiró debido a los crecientes desafíos de seguridad)
  - Turquía (se retiró debido a los crecientes desafíos de seguridad)

El 26 de septiembre de 2024, la UEFA anunció que Albania y Serbia eran los únicos candidatos.  El Comité Ejecutivo de la UEFA debía decidir la sede el 16 de diciembre de 2024. La selección de los anfitriones se pospuso hasta febrero de 2025.  El 4 de febrero de 2025, Albania y Serbia obtuvieron los derechos de sede.
Coanfitriones del Torneo
| Equipo  |
| ------- |
| Albania |
| Serbia  |

## Sedes
Inicialmente Belgrado albergaría la final, sin embargo la UEFA anunció el 4 de febrero de 2025 que el Estadio Nacional de Tirana albergaría la final, y Serbia organizaría el partido inaugural en Novi Sad.
Las ciudades anfitrionas en Albania son Tirana, Escútari, Elbasan y Rrogozhinë, mientras que las ciudades anfitrionas de Serbia son Novi Sad, Loznica, Leskovac y Zaječar.
| Escútari Elbasan Rrogozhinë Tirana |                   |                  |                   |
| Albania                            |                   |                  |                   |
| Escútari                           | Elbasan           | Rrogozhinë       | Tirana            |
| Stadiumi Loro Boriçi               | Elbasan Arena     | Egnatia Arena    | Arena Kombëtare   |
| Capacidad: 16 000                  | Capacidad: 12 800 | Capacidad: 4 200 | Capacidad: 22 000 |
|                                    |                   | Arena Egnatia    |                   |

| Leskovac Loznica Novi Sad Zaječar |                  |                   |                    |
| Serbia                            |                  |                   |                    |
| Leskovac                          | Loznica          | Novi Sad          | Zaječar            |
| Stadion Dubočica                  | Stadion Lagator  | Stadion Karađorđe | Stadion Kraljevica |
| Capacidad: 8 136                  | Capacidad: 8 030 | Capacidad: 15 000 | Capacidad: 8 168   |
|                                   |                  |                   |                    |

## Equipos participantes
En cursiva el debutante.
| Equipos participantes | Equipos participantes | Equipos participantes | Equipos participantes |  |
| --------------------- | --------------------- | --------------------- | --------------------- |  |
| Albania (H)           |                       |                       |                       |  |
| Serbia (H)            |                       |                       |                       |  |
|                       |                       |                       |                       |  |
|                       |                       |                       |                       |  |